# Берегова охорона США

Прапор Берегової охорони США

Берегова́ охоро́на США (англ. United States Coast Guard) — один із семи воєнізованих департаментів США та один із п'яти видів Збройних сил США, відповідальних за забезпечення дотримання морських законів.
Берегова охорона має одинадцять прямих завдань:
- Перехоплення іммігрантів
- Готовність до оборони
- Перехоплення наркотиків
- Безпека портів, водних шляхів сполучення і берегової лінії
- Забезпечення дотримання законів
- Пошук і порятунок
- Навігаційна допомога
- Морська безпека
- Захист природних морських ресурсів
- Захист морського довкілля
- Операції на льоду

Берегова охорона США є найменш чисельною складовою частиною збройних сил США, і має розширені обов'язки захищати населення, довкілля, економіку й безпеку США в будь-якому морському регіоні, у якому ці інтереси перебувають під загрозою, включно з міжнародними водами, американською береговою лінією, портами, та внутрішніми водами.

## Військові звання Берегової охорони
| Офіцерські звання Берегової Охорони США | Офіцерські звання Берегової Охорони США | Офіцерські звання Берегової Охорони США | Офіцерські звання Берегової Охорони США | Офіцерські звання Берегової Охорони США | Офіцерські звання Берегової Охорони США | Офіцерські звання Берегової Охорони США | Офіцерські звання Берегової Охорони США | Офіцерські звання Берегової Охорони США | Офіцерські звання Берегової Охорони США | Офіцерські звання Берегової Охорони США |
| Адмірал (ADM)                           | Віцеадмірал (VADM)                      | Контрадмірал (старший) (RADM)           | Контрадмірал (молодший) (RDML)          | Капітан (CAPT)                          | Командер (CDR)                          | Лейтенант-командер (LCDR)               | Лейтенант (LT)                          | Молодший лейтенант (LTJG)               | Енсин (ENS)                             |                                         |
| O-10                                    | O-9                                     | O-8                                     | O-7                                     | O-6                                     | O-5                                     | O-4                                     | O-3                                     | O-2                                     | O-1                                     |                                         |
| --------------------------------------- | --------------------------------------- | --------------------------------------- | --------------------------------------- | --------------------------------------- | --------------------------------------- | --------------------------------------- | --------------------------------------- | --------------------------------------- | --------------------------------------- | --------------------------------------- |
|                                         |                                         |                                         |                                         |                                         |                                         |                                         |                                         |                                         |                                         |                                         |

|  |  |  |

|  |  |  |  |  |  |  |  |  |

|  |  |  |